# Prvek z retroreflexního materiálu

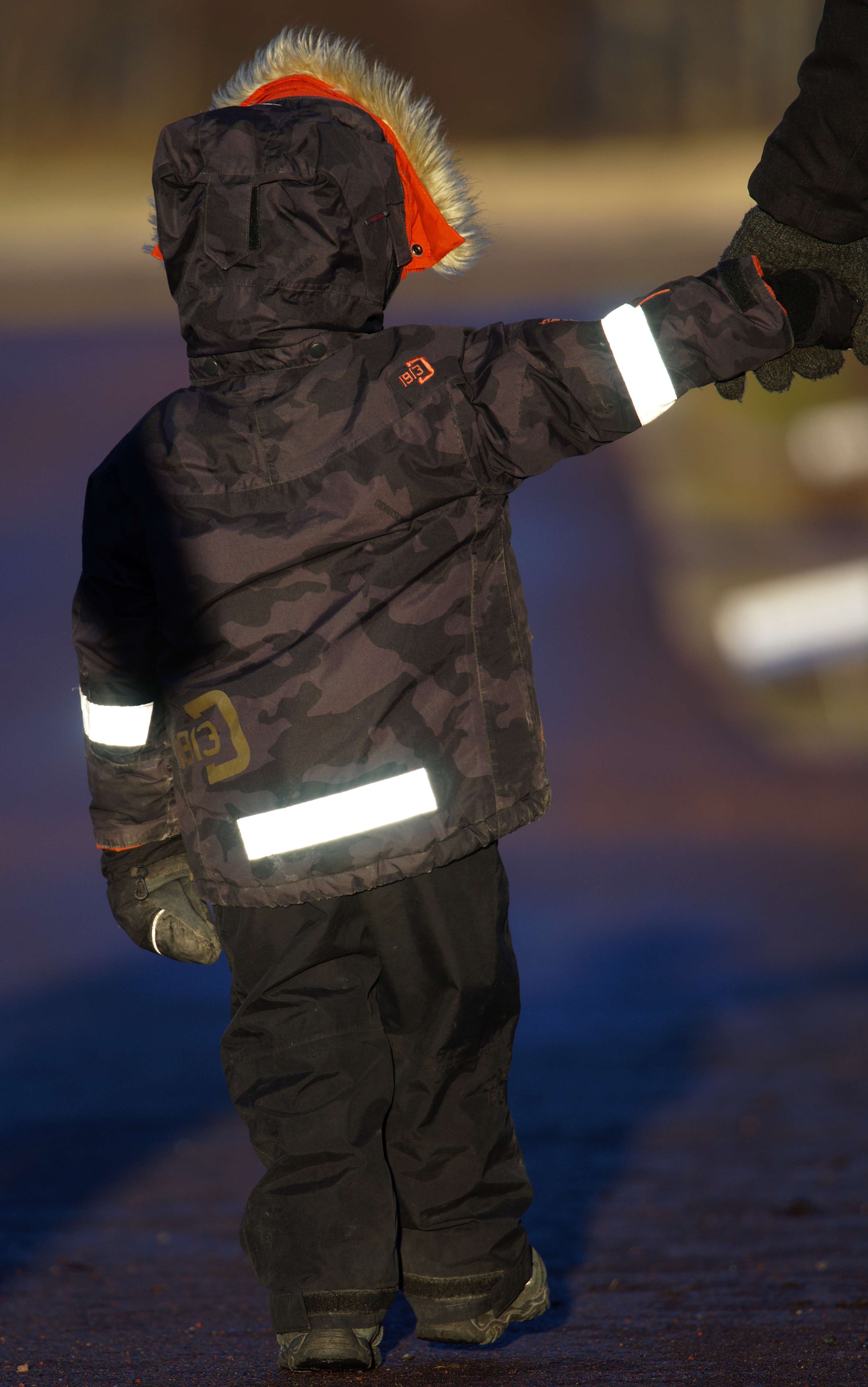
Dítě v bundě s reflexními prvky

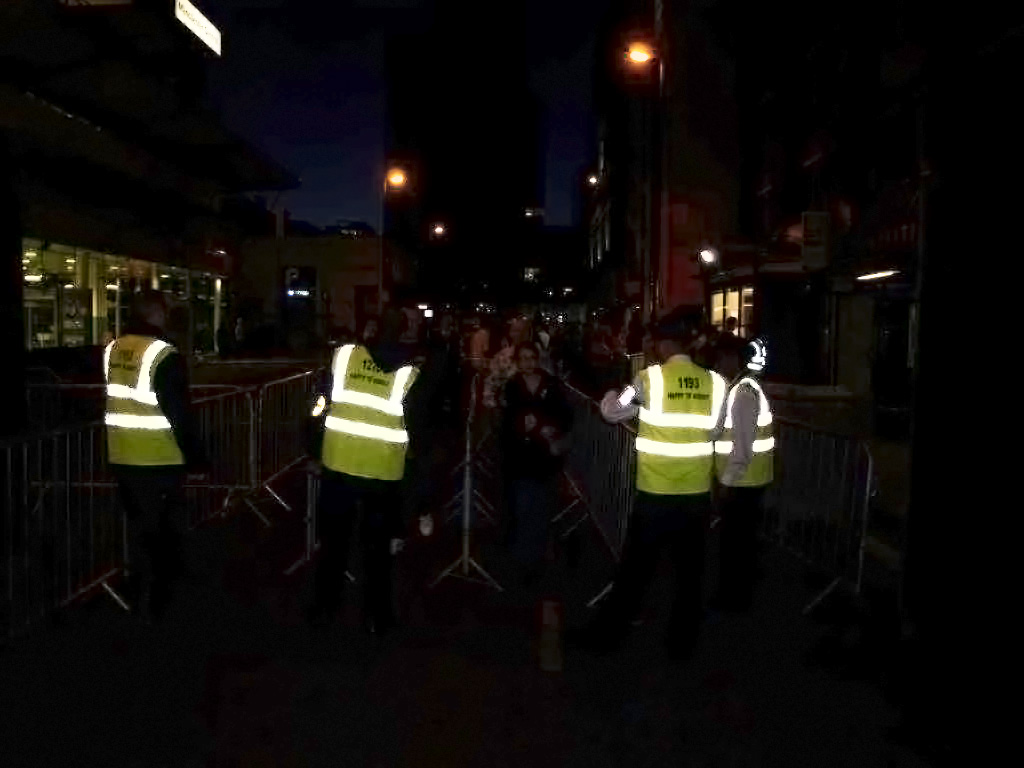
Lidé ve výstražných vestách

Prvek z retroreflexního materiálu je termín, který byl zaveden do českého zákona o pravidlech silničního provozu s účinností od 20. února 2016 v souvislosti s povinností chodců při pohybu na vozovce nebo krajnici za snížené viditelnosti mimo obec. V řadě jiných zemí je místo toho vyžadován reflexní oděv. Podle Policie ČR je chodec v tmavém oblečení na pozemní komunikaci pro řidiče přijíždějícího vozidla viditelný na pouhých 18 metrů, v bílém oblečení na 55 metrů a je-li jeho oděv doplněn reflexním označením, vidí jej řidič na 200 metrů.

## Právní úprava v českém silničním provozu

### Povinnost chodců
Novelizační zákon 48/2016 Sb. vložil do § 53 zákona č. 361/2000 Sb. nový odstavec 9, který zní: „Pohybuje-li se chodec mimo obec za snížené viditelnosti po krajnici nebo po okraji vozovky v místě, které není osvětleno veřejným osvětlením, je povinen mít na sobě prvky z retroreflexního materiálu umístěné tak, aby byly viditelné pro ostatní účastníky provozu na pozemních komunikacích.“ Toto schválené znění přesně odpovídá vládnímu návrhu z 21. dubna 2015.
V důvodové zprávě vládního návrhu zákona byla problematice viditelnosti chodců na pozemních komunikacích věnována poměrně rozsáhlá pozornost, téměř dvě stránky textu. Uvádí, že bylo zvažováno, zda má povinnost platit jen mimo obce, nebo plošně, a dále otázka, zda by mělo být nařízeno označení reflexním oděvem (vestou nebo šlemi), anebo zda dostačujícím opatřením bude použití samostatných reflexních prvků umístěných na „běžném“ (nereflexním) oděvu. Dále bylo zvažováno, zda z hlediska nákladnosti a přínosnosti je nutné implementovat dané opatření legislativně oproti možnosti řešit problematiku pouze pokračováním v osvětové činností, resp. jejím zintenzivněním. Dále je v důvodové zprávě zmíněno, že je možné zvažovat i to, zda by povinnost měla platit i na chodnících a stezkách pro chodce a zda má být vázána na sníženou viditelnost, ale tato kritéria nebyla specificky hodnocena, protože je bez dalšího zřejmé, že nošení reflexních materiálů má význam pouze tam, kde se spolu s chodci pohybují i motorová vozidla (tj. na vozovce nebo na krajnici) a to za podmínek snížené viditelnosti. Nulovou variantu (nezavádět novou povinnost) uvedla důvodová zpráva jen jako srovnávací.
Ve druhém čtení návrhu oponoval zejména poslanec Simeon Karamazov, který „novou povinnost pro občany nosit reflexní vesty“ označil za bizarní opatření, k němuž se předkladatelé inspirovali snad v Severní Koreji nebo v jiné diktatuře, a v nadsázce za módní trend, který by asi nevymyslel ani extravagantní návrhář. Vylíčil představu, jak se ve večerních hodinách loučí mladá dvojice, on obléká oranžovou vestu, ona slušivou svítivě žlutou a oba odcházejí do tmy, a dal to do souvislosti s neblahým trendem omezování osobních svobod po záminkou vyšší bezpečnosti „od stále důkladnějších kontrol na letišti přes snahu omezit otevírací dobu až po zásah do něčeho tak intimního, jako je oblékání“ a s minulým režimem, který nám přikazoval, nejen co si vzít na sebe, ale i správnou délku účesu, se socialismem, který „stále o sobě dává vědět odněkud ze záhrobí, příp. z Bruselu, aby nás zbavoval lidské důstojnosti a jednotlivce přetvářel v beztvarou masu“. Podle něj „všem rozumným lidem musí být jasné, jak absurdní je zabývat se takovou záležitostí, jako jsou reflexní vesty, ve chvíli, kdy čelíme opravdovým problémům, jako je např. imigrační krize“. Rovněž poslanec Petr Bendl zmiňoval s úsměvem jako absurditu, že by u nich ve vesnici každý, kdo jde pěšky z jedné vesnice do druhé, si tu reflexní vestu musel koupit a mít ji preventivně strčenou v kapse pro případ, že mu ujede autobus, protože jinak by musel jít domů lesem. Poslanec Martin Novotný uvedl, že tento příslušný paragraf nás jako mnoho jiných aktů vládní koalice chce pozvat do krásného nového světa, kde bude všechno úplně dokonalé, kde se všichni budou chovat naprosto dokonale a zodpovědně, akorát se v něm nebude dát už vůbec žít a bude mimo realitu a mimo naplnitelnost podmínky něčeho, co bychom mohli v reálném životě skutečně zrealizovat. Poslanec Martin Kolovratník, zpravodaj sněmovního tisku, po těchto příspěvcích připomněl, že slovo vesty vůbec není použito, že se hovoří o prvcích a jsou tím myšleny ty pásky na bundě, na kalhotách, v žádném případě vesty.
Původně byla zvažována tato povinnost i v obci, pokud komunikace není osvětlená, nakonec však byla navržena a schválena jen mimo obec. Obcí se v rámci zákona o silničního provozu rozumí zastavěná část obce v úseku vymezeném příslušnými dopravními značkami Obec a Konec obce. Ustanovení nevymezuje druh pozemní komunikace, platí tedy i na účelových komunikacích (například polních nebo lesních cestách), pokud mají vozovku, bez ohledu na to, je-li vozovka zpevněná. Roman Budský pro Svět motorů připomněl, že si asi řada chodců neuvědomí, že reflexní prvky jsou povinné nejen za tmy v noci, ale i za soumraku či svítání, dokonce i za dne v případě mlhy či hustého deště.
Zákon nedefinuje velikost, barvu, tvar, materiál ani parametry odrazivosti takových prvků a ani nezmocňuje ministerstvo, aby nějaké požadavky nebo vymezení stanovilo prováděcím předpisem. V době projednávání zákona se v médiích a mezi veřejností hovořilo o připravované povinnosti reflexních vest pro chodce, avšak dopravní expert Roman Budský připomněl, že vesty nikdo výslovně nenařizuje a že nikde není řečeno, co se tím reflexním prvkem rozumí a jak má být umístěn. Budský doporučoval doporučuje vyjasnit si plochu reflexního prvku, jeho umístění (nejlépe nad kotník nebo zápěstí) a barvu. Tomáš Neřold z ministerstva dopravy uvedl že ministerstvo nepřipravuje žádný prováděcí předpis, ale maximálně jen metodický pokyn pro policii, jak reflexní prvky vyhodnocovat, protože záměrně nechce dávat konkrétní příklady, aby nezvýhodňovalo jednoho výrobce či jeden systém nad jiný. Zákon nepřipouští nahradit retroreflexní prvky aktivním osvětlením, například baterkou, petrolejkou a podobně. To připomněl a potvrdil například Petr Vomáčka z Ústředního automotoklubu ČR. Poslanec Stanislav Huml podal pozměňovací návrh, aby za navrženou formulaci byla přidána věta: „Reflexní prvky nemusí být použity, pokud je chodec označen neoslňujícím bílým světlem. Prováděcí právní předpis stanoví minimální rozměry a optimální umístění prvků z retroreflexního materiálu, a způsob užití neoslňujícího bílého světla.“
Za nesplnění povinností je možné udělit blokovou pokutu do 2000 korun, ve správním řízení pokutu ve výši 1500 až 2500 Kč.
Poslanec Daniel Korte, lingvista specializovaný na latinu, v rámci parlamentního projednávání označil výraz „retroreflexní materiály“ za velmi těžké slovo, z nějž je trošku zmaten („Jak bych přeložil retro reflecto, nevím. Asi zatáčím, ohýbám zpět, zpětně. Nebo zatáčím, ohýbám zpět dozadu.“) a uvedl, že by ho zajímalo, v čí chytré hlavě se tento termín zrodil. Redakce Světa motorů připomněla, že termín se už roky běžně používá pro princip zpětného odrazu světla.
Pozměňovací návrh, aby bylo celé ustanovení o retroreflexních prvcích vypuštěno, podal Martin Novotný. Garanční hospodářský výbor i ministr dopravy se k návrhu vyslovili negativně, 15 poslanců (14 poslanců za ODS a Jiří Junek za KDU-ČSL) bylo pro návrh, 132 proti návrhu, 43 poslanců se zdrželo, z toho všichni přítomní poslanci TOP 09.
Pozměňovací návrh, aby povolenou alternativou k retroreflexnímu prvku bylo bílé světlo a aby prováděcí předpis stanovil minimální rozměry a optimální umístění prvků, podal Stanislav Huml. Garanční hospodářský výbor i ministr dopravy Dan Ťok se k návrhu vyslovili negativně, pro návrh bylo 70 z přítomných 190 poslanců (zejména všichni přítomní poslanci KSČM a ODS), proti 67 (zejména většina poslanců ANO, KDU-ČSL a Úsvitu), v ČSSD byl počet hlasů pro i proti vyvážený.
V osvětovém propagačním a hodnotícím textu z dubna 2016 jsou chodci upozorňováni, že reflexní prvek nelze nahradit obyčejnou baterkou či svítícím mobilním telefonem. Podle tohoto textu se ve světle dopadajícím z reflektoru auta (jako slabší zdroje světla) ztrácejí a nejsou viditelné ze všech stran. Nebyla by prý dodržena také obecná zásada, že dopředu svítí bílé a dozadu červené světlo, a proto by prý baterka či svítící mobil u chodce byly pro účastníky provozu ve tmě matoucí, pokud by těmto zásadám neodpovídaly (text nekomentuje, že i pro barvu odrazek existují v silničním provozu obdobné barevné zásady, jejichž dodržení zákonné ustanovení v případě retroreflexních prvků nevyžaduje). Dalšími výhodami retroreflexních prvků má být, že nehrozí jejich vybití a že jejich pořízení je znatelně levnější než pořízení baterky či mobilního telefonu. Osvětový článek rovněž, v rozporu se zněním zákona, tvrdí, že reflexní prvky musí splňovat příslušné normy, které jsou v souladu s těmi evropskými a stanovují požadavky na optické vlastnosti těchto materiálů, a uvádí, že na kvalitních reflexních doplňcích zpravidla kupující nalezne informaci, že daný výrobek požadované normy splňuje.

### Povinné oděvní doplňky
Již dříve bylo podle § 56 odst. 2 zákona 361/2000 Sb. možné oděvními doplňky s označením z retroreflexního materiálu nahrazovat povinné označení organizovaného útvaru chodců světly za snížené viditelnosti (vpředu po obou stranách neoslňujícím bílým světlem a vzadu po obou stranách neoslňujícím červeným světlem). Dále zákon vyžaduje mít na sobě oděvní doplňky s označením z retroreflexního materiálu v případě řidiče, nachází-li se mimo vozidlo na pozemní komunikaci mimo obec v souvislosti s nouzovým stáním; to neplatí pro řidiče motocyklu, mopedu a nemotorového vozidla. Vzory a způsob užití takových oděvních doplňků s označením z retroreflexního materiálu pro oba uvedené účely stanoví prováděcí právní předpis, což je vyhláška ministerstva dopravy, která mimo jiné stanoví dopravní značení. Ta jako vzory vyobrazuje pracovní oranžové montérky a vestu s nápisem „Škola“. Vyhláška 294/2015 Sb. k těmto oděvním doplňkům říká: „Oděvními doplňky jsou blůza, kabát, tričko, vesta nebo kalhoty fluorescenční žluté nebo fluorescenční oranžovo-červené barvy doplněné retroreflexními pásy (dále jen „výstražný oděv“). Retroreflexní pásy a fluorescenční plochy musí byt na výstražném oděvu vhodně umístěny a provedeny v dostatečné ploše. Tyto podmínky jsou splněny, odpovídá-li výstražný oděv požadavkům příslušné harmonizované evropské normy.“

### Jiná použití v silničním provozu
V rámci projednávání příslušné novely o chodcích padl i návrh, aby reflexní vesty povinně museli užívat jezdci na segwayích. Nebyl přijat.
Odrazová skla (odrazky) jsou odedávna vyžadována u motorových i nemotorových vozidel, prováděcí předpisy stanoví podrobné požadavky na barvy, tvar a rozmístění odrazek na vozidlech, k vyznačení obrysu skříní nákladních automobilů a návěsů se používají nalepovací reflexní pásky. Retroreflexní provedení je technickými předpisy vyžadováno též u dopravních značek,

## Právní úprava v dalších zemích
Na Slovensku musí mít za snížené viditelnosti chodec jdoucí po krajnici nebo po okraji vozovky na sobě viditelně umístěné reflexní prvky nebo reflexní bezpečnostní oděv.
V Maďarsku všichni chodci pohybující se po vozovce nebo po krajnici mimo zastavěné území a řidič v případě nouzového zastavení mimo obec musejí nosit reflexní oděv v noci či v případě špatné viditelnosti.
V Polsku chodec na neosvětlené komunikaci nebo komunikaci mimo zastavěná území musí mít na sobě oblečenu reflexní vestu.
Ve Finsku chodci musejí použít reflexní prvky v hodinách snížené viditelnosti. Akceptován je jakýkoliv druh reflexního oděvu. Řidič a pasažéři, kteří vystupují z vozu, se stávají chodci.
V Estonsku je reflexní vesta povinná pro každého, kdo vystupuje z vozidla v případě nouzového zastavení.
Ve státech, kde byla prvotně povinnost nosit reflexní prvky jen mimo obec, byla údajně po čase zavedena povinnost univerzální.

## Druhy retroreflexních prvků
Již známými retroreflexními prvky byly oděvními doplňky s označením z retroreflexního materiálu, zejména reflexní vesta, které je mimo jiné povinnou součástí výbavy motorových vozidel s výjimkou motocyklů. U těchto oděvních doplňků odkazuje česká prováděcí vyhláška k pravidlům silničního provozu na harmonizovanou evropskou normu. 
Často je reflexní vesta doporučována i motocyklistům a cyklistům, třebaže pro ně není v České republice dosud povinná. Protože klasické vesty špatně drží za jízdy na oblečení, jsou na trhu modely speciálně pro motorkáře. Mají střih přizpůsobený motocyklovému oblečení, jsou pevnější, dají se prát a obsahují řadu pružných prvků, které drží vestu na svém místě.
Od roku 2003 běží v České republice s podporou státních orgánů projekt s názvem „Více bezpečí pro děti při pohybu na ulici“, jehož cílem je vybavit mateřské školy dětskými reflexními vestami, zpočátku zejména získáváním sponzorů z řad komerčních firem. Projekt vznikl a úspěšně byl realizován nejprve v Liberci.
V souvislostí s přijetím novely zákona silničního provozu byly popularizovány zejména pružné ovíjecí retroreflexní pásky, které lze obtočením uchytit na rukáv, popruh zavazadla, rukojeť kočárku a podobně. Na podzim 2015 začala kampaň Besipu, během roku 2016 se mělo v rámci kampaně rozdat na půl milionu reflexních pásků, 100 000 reflexních tašek pro seniory a desetitisíce svítících tkaniček pro mladé.
Časopis Svět motorů upozornil, že nikdo schválně neříká, jak mají reflexní prvky vypadat, a že jsou obchody plné šuntů a že některé oranžové nebo světlezelené pracovní vesty mají „stříbrné“ pruhy nefunkční, tedy neodrážející v noci světlo – při kontrolním testu v laboratořích renomovaného výrobce 3M odhalila, že některé prodávané vesty mají mizivou schopnost odrazu světla a nejsou vidět o mnoho lépe než slabý pásek na ruku. Vedoucí Besipu Martin Farář také upozornil, že existují například fluorescenční materiály, které zvyšují viditelnost za denního světla a za soumraku, ale ve tmě svou funkci ztrácejí.
Velkou tradici mají ovšem i všité reflexní prvky, které již dlouhá léta byly standardem zejména u dětských bund a dětských školních aktovek, na nich se ještě dříve používala odrazová skla. 
Materiál ministerstva vnitra z roku 2005 zmiňuje, že trh nabízí široký sortiment našívacích pásků pro výstražné oděvy, sportovní a pracovní oblečení, bundy, kalhoty, mikiny, trička, batohy, tašky, čepice, rukavice, výstražné pásky na rukávy, cyklistické a běžecké vesty, obuv apod., dále zažehlovací fólie, samolepicí fólie určené k aplikaci na pevné podklady (přilby, jízdní kola, hole), výrobky s vetkaným reflexním proužkem (vodítka a obojky pro psy, zdobící prvky batohů a brašen, lampasy pro sportovní oblečení) atd.
Svět motorů uvedl, že podle doporučení ministerstva, Besipu i dopravních odborníků by použité barvy měly být co nejjásavější tedy typicky oranžová, žlutá nebo světle zelená. Podle vyjádření ministra dopravy Dana Ťoka z počátku roku 2016 stačí ke splnění zákonné povinnosti jak reflexní pásky, tak jakékoliv odrazné pruhy zašité v oblečení. Svět motorů uvádí, že u sportovních oděvů a dětského oblečení (bot a bund) jsou běžné, v případě dětského oblečení to dokonce ověřil testem. 
Expert Roman Budský pro Svět motorů v únoru 2016 uvedl, že minimální plocha reflexního prvku, které by bylo vhodné stanovit, by měla odpovídat délce a šířce kvalitního reflexního pásku. Informace z médií, že postačí jakýkoliv reflexní prvek na bundě či jiné součásti oblečení, podle něj mohou být nebezpečné, protože se nejednou jedná o velmi úzké proužky, stěží viditelné i z bezprostřední blízkosti.
Ministerstvo vnitra na svém webu vysvětluje, že k naplnění zákona mohou být použity jakékoliv prvky s reflexní úpravou (reflexní přívěsky, vesty, reflexní šle, reflexní páska, reflexní nášivky…), přičemž nejvhodnější je reflexní vesta nebo reflexní páska (optimálně alespoň 3 cm široká), která je viditelná ze všech stran, přitom snadno srolovatelná do kapsy či příručního zavazadla. Reflexní pásku doporučuje umístit na konec rukávu (pohyb ruky zvyšuje viditelnost) nejlépe do výše pasu a na nohu kolem kolena, a to zejména na straně, která je blíže silnici. Máte-li pouze jednu pásku, doporučujeme ji umístit na ruku. K vyšší viditelnosti za tmy doporučuje i světlé oblečení. Reflexní páska stojí podle tohoto textu cca 25–30 Kč a lze ji zakoupit ve sportovních potřebách, v pracovních oděvech, na internetu apod.

## Postup Policie ČR
Policie ČR v textu z února 2016 uvádí, že od podzimu 2015 rozdali dopravní policisté v rámci přímého výkonu služby neoznačeným chodcům téměř 100 tisíc reflexních pásků a v této aktivitě budou pokračovat i nadále, vozidla hlídek dopravní policie jsou jimi vybaveny. Policie deklaruje, že v případě těchto přestupků  budou policisté především přistupovat k domluvě, vysvětlování, preventivnímu působení a samotnému zviditelňování chodců reflexními pásky a předpokládá, že do konce roku 2016 tímto způsobem rozdá až 250 tisíc kusů reflexních pásků. Policie ČR však tyto pásky vydává pouze při přímém výkonu služby pachatelům přestupků a odmítá vyhovět požadavkům občanů České republiky, kteří se osobně či písemně domáhají vydání reflexních materiálů na jednotlivých služebnách policie, a to s odkazem na to, že jsou běžně dostupné v obchodní síti.
Podle článku z počátku dubna 2016 BESIP ve spolupráci s Policií ČR při běžném výkonu služby, ale i při speciálních bezpečnostních akcích, na různých výstavách, veletrzích, sportovních akcích či regionálních akcích a seminářích od začátku roku rozdal již téměř 15 tisíc reflexních prvků a do konce dubna jich chce BESIP rozdat dalších 100 tisíc.